# Campionati del mondo di ciclismo su strada 1946
I Campionati del mondo di ciclismo su strada 1946 si disputarono a Zurigo, in Svizzera, il 31 agosto e 1º settembre 1946.
Furono assegnati due titoli:
- 31 agosto: Prova in linea maschile Dilettanti, gara di 189,000 km
- 1º settembre: Prova in linea maschile Professionisti, gara di 270,000 km

## Storia
La prima edizione dei mondiali dopo la seconda guerra mondiale fu corsa nel territorio neutrale svizzero, non colpito dalla guerra, esattamente sette anni dopo l'invasione della Polonia da parte delle truppe tedesche.
La prova dilettanti fu vinta dal francese Henri Aubry in volata davanti allo svizzero "padrone di casa" Ernst Stettler. Per quanto concerne la prova dei professionisti, in un circuito da ripetere quattordici volte, all'inizio del tredicesimo giro in testa vi era un gruppo formato da tredici corridori, tra cui gli italiani Fausto Coppi, Mario Ricci ed Adolfo Leoni, i belgi Marcel Kint e Rik Van Steenbergen e lo svizzero Hans Knecht. Coppi forò e perse contatto, poi un attacco di Kint scremò ulteriormente in gruppo lasciando in testa solo i due belgi e lo svizzero. Durante l'ultimo giro fu Knecht ad attaccare, ma solo il belga Van Steenbergen perse contatto, mentre Kint riuscì a rimanergli a ruota. A poche centinaia di metri dal traguardo tre spettatori invasero la strada e uno di essi trattenne il belga per il sellino permettendo allo svizzero di guadagnare abbastanza da arrivare solo al traguardo. L'invasione, non vista dai giudici, non fu punita. Il giovane Rik Van Steenbergen terminò terzo, chiudendo il podio. Su trenta corridori partiti, diciassette conclusero la prova.

## Medagliere
| Pos.   | Nazione  | Oro | Argento | Bronzo | Totale |
| ------ | -------- | --- | ------- | ------ | ------ |
| 1      | Svizzera | 1   | 1       | 0      | 2      |
| 2      | Francia  | 1   | 0       | 0      | 1      |
| 3      | Belgio   | 0   | 1       | 2      | 3      |
| Totale | Totale   | 2   | 2       | 2      | 6      |

## Sommario degli eventi
| Eventi                 | Oro                  | Tempo                      | Argento                 | Tempo | Bronzo                     | Tempo |
| Uomini Professionisti  |                      |                            |                         |       |                            |       |
| Gara in linea dettagli | Hans Knecht Svizzera | 7h24'28" Media 36,448 km/h | Marcel Kint Belgio      | a 10" | Rik Van Steenbergen Belgio | a 59" |
| Uomini Dilettanti      |                      |                            |                         |       |                            |       |
| Gara in linea dettagli | Henri Aubry Francia  | 5h21'41"                   | Ernst Stettler Svizzera | s.t.  | Henri Van Kerckhove Belgio | s.t.  |